# Scramble (Computerspiel)
Scramble ist ein Arcade-Spiel, das 1981 von Konami entwickelt wurde, und eines der ersten Multi-Level-Shoot-’em-ups.

## Beschreibung
Scramble ist ein futuristischer, horizontal-scrollender Shooter. Der Spieler steuert ein Raumschiff, welches nach rechts geflogen werden muss. Schießen kann man nur in Flugrichtung, zusätzlich kann man Bomben nach unten abwerfen.
Am unteren Bildschirmrand befinden sich Raketen, die vertikal nach oben steigen und das Raumschiff des Spielers treffen können. Diese kann man am Boden oder im Flug abschießen. Zum Auftanken kann man unten stehende Tanks treffen. Von rechts kommen zusätzlich Ufos, denen man ausweichen oder die man zerstören muss. Im späteren Verlauf gibt es felsenähnliche Begrenzungen am oberen Spielbereich, die man nicht berühren darf. Am Ende muss man eine Basis zerstören. Es gibt sechs Spielabschnitte mit verschiedenen Landschaften und Gegnern.

## Erfolg
Scramble spielte 20 Millionen Dollar in den ersten zwei Monaten ein. Es gibt zahlreiche Klone und Umsetzungen, auch unter dem Namen Skramble, Scrambler oder Scramble Racer. Omni Video Games bildete das Spiel nach (es hatte noch keinen Kopierschutz) und es kam zu einer der ersten Klagen auf diesem Gebiet.

## Portierungen
- VC 20 etwa acht Versionen, Skramble! (Terminal Software, 1982, weißer Hintergrund, pinkfarbene Öltanks), Vic Scramble (Bug-Byte, 1982, schwarzer Hintergrund)
- Commodore 64 als Skramble verschiedene Versionen (Anirog, Rabbit, 1983/1984), als Remake (Thomas Kite, 2015)
- Commodore Plus4
- Tandy TRS-80 Color Computer
- Vectrex (1982)
- PlayStation 1 und 2 auf Konami Arcade Classics (1999, 2005)
- Game Boy Advance (Compilation, 2002)
- BBC B (als Rocket Raid)
- Oric Atmos
- auf Handhelds von Tomy
- 2006 ist eine Xbox-360-Version erschienen

## Nachfolger
- Super Cobra (1981)